# كلايف إريك كوسلر
كلايف إريك كوسلر (بالإنجليزية: Clive Cussler) (15 يوليو، 1931 – 24 فبراير، 2020) كاتب روايات مغامرات ومستكشف أعماق بحار أمريكي. وصلت روايات الإثارة خاصته، التي تضمنت شخصية دريك بيت إلى قائمة نيويورك تايمز لأكثر الكتب مبيعًا لأكثر من 20 مرة. كان كوسلر مؤسس ورئيس وكالة تحت الماء والبحرية الوطنية (إن يو إم إيه)، التي اكتشفت أكثر من 60 حطام سفينة للعديد من حطام السفن الهامة تحت الماء. كان المؤلف الوحيد أو المؤلف الرئيسي لأكثر من 80 كتابًا.
ألهمت رواياته أعمالًا خيالية متنوعةً أخرى على شكل أفلام، وتلفزيون، وروايات وحتى ألعاب فيديو.

## النشأة
وُلد كوسلر في أورورا، إيلينوي، كان ابن أيمي أديلين (هونيويل) وإيريك إدوارد كوسلر، نشأ في ألهامبرا، كاليفورنيا. والدته من أصول إنجليزية وكان والده من ألمانيا. مُنح رتبة النسر الكشفية في سن الرابعة عشرة. ارتاد كلية مدينة باسادينا لعامين ثم تجند في القوات الجوية الأمريكية خلال الحرب الكورية. وخلال خدمته في القوة الجوية، رُفِّع إلى نقيب وعمل ميكانيكي طائرات ومهندس طيران لخدمة النقل الجوي العسكري (إم إي تي إس).

## سيرته المهنية
بعد تسريحه من الجيش، ذهب كوسلر للعمل في صناعة الإعلانات، عمل مؤلف إعلانات ولاحقًا مخرجًا إبداعيًا لاثنين من أكثر وكالات الإعلان نجاحًا في البلاد. كجزءٍ من مهامه، أنتج إعلانات تجارية للراديو والتلفزيون، فاز العديد منها بجوائز عالمية في مهرجان كان ليونز العالمي للإعلان.
بعد نشر أول عمل غير خيالي لكوسلر عام 1996، صيادو البحر، مُنح شهادة الدكتوراه في الأدبيات عام 1997 من قبل مجلس المحافظين لكلية البحرية جامعة ولاية نيويورك التي قبلت بالعمل بدلًا من أطروحة الدكتوراه. كانت هذه أول مرة في 123 عامًا من تاريخ الكلية تُمنح فيها شهادة مثل هذه. مُنح كوسلر في عام 2002 جائزة التراث البحري من مؤسسة البحرية الأمريكية التذكارية لجهوده في مجال الاستكشاف البحري.
كان كوسلر زميلًا لنادي نيويورك للمستكشفين، والجمعية الجغرافية الملكية في لندن، والجمعية الأمريكية لعلماء المحيطات.

### سيرته المهنية الأدبية
بدأ كوسلر بالكتابة عام 1965 عندما توظفت زوجته في العمل ليلًا لصالح قسم الشرطة المحلي حيث عاشا في كاليفورنيا. وبعد تجهيز العشاء للأطفال ووضعهم في السرير، لم يكن لديه أحد ليتحدث معه ولا شيء ليفعله، فقرر البدء بالكتابة. أكثر شخصياته التي خلقها إبداعًا هو المهندس البحري، والعميل الحكومي والمغامر ديرك بيت. تتخذ روايات دير بيت بشكل متكرر منظور التاريخ البديل، مثل »ماذا لو كانت أطلانطس حقيقية؟« أو »ماذا لو لم يُغتل أبراهام لينكون، ولكنه خُطف؟«.
كانت أول روايتين لبيت، الوثبة المتوسطية وجبل الجليد، من روايات الإثارة البحرية التقليدية نسبيًا. والثالثة، ارفع التيتانيك!، صنعت سمعة كوسلر وأسست لنمط اتبعته روايات بيت التالية: مزيجُ من المغامرة الكبيرة والتكنولوجيا المتقدمة، تتضمن بصورة عامة أشرارًا مصابين بجنون العظمة، سفنًا مفقودة، نساءً جميلات، وكنزًا غارقًا.
تبدأ روايات كوسلر تقريبًا بفصل تقع أحداثه في الماضي. ولا تتضمن هذه الفصول أي شخصية من الشخصيات الرئيسة في الرواية وغالبًا ما تبدو منفصلةً عن حبكة الرواية إلى حين اكتشاف الشخصيات الرئيسة للغز أو سر يربط الأحداث في الفصل الأول مع بقية القصة. يأتي هذا دائمًا تقريبًا في شكل تحفة مفقودة منذ وقت طويل تحمل مفتاحًا لأهداف الشرير أو البطل. وغالبًا في الفصل الأول، تضيع سفينةُ أو طائرة تحمل حمولة في غاية السرية، أو مهمة، أو خطيرة ولم يُعثر عليها، إلى أن تُسترجع بواسطة شخصية حديثة لاحقًا في الكتاب.
تُعد روايات كوسلر، مثل روايات مايكل كرايتون، أمثلة عن روايات الإثارة التقنية التي لا تستعمل الحبكة أو البيئات العسكرية. بينما يجاهد كرايتون من أجل الواقعية الصارمة، يُفضل كوسلر المشاهد الخيالية وأدوات الحبكة الغريبة. تحاكي روايات بيت، على وجه الخصوص، طبيعة ما تسير عليه أفلام جيمس بوند أو إنديانا جونز، مع الاستعارة من روايات ألستيار مكلاين في بعض الأحيان. بيت نفسه هو بطلٌ غير عادي يذكرنا بدوك سافاج وشخصيات أخرى من مجلات اللب.
وصل 17 عنوانًا من عناوين كوسلر على التوالي إلى قائمة نيويورك تايمز لأكثر الكتب مبيعًا. في عام 2014، أصدرت مكفالارد للنشر مغامرات كليف كوسلر: مراجعة نقدية من قبل ستيفن فيليب جونز، وهي أول مراجعة نقدية لروايات كوسلر.

### إن يو إم إيه
باعتباره مستكشفًا لأعماق البحر، اكتشف كوسلر أكثر من 60 موقع حطام سفن وكتب كتبًا غير خيالية عن اكتشافاته. كان أيضًا مؤسس وكالة تحت الماء والبحرية الوطنية (إن يو إم إيه)، وهي منظمة غير ربحية تحمل نفس اسم الوكالة الحكومية الخيالية التي يعمل فيها ديرم بيت.
تشمل اكتشافات إن يو إم إيه المهمة:
- آر إم إس كارباثيا، السفينة التي اشتهرت بكونها أول سفينة جاءت لنجدة الناجين من آر إم إس تيتانيك.
- سي إس إس ماناساس، أول مدرعة من الحرب الأهلية، عُرفت سابقًا باسم كاسحة الجليد قطار إينوك.
- إتش. إل. هونلي، أول غواصة تُغرق سفينةً للأعداء بنجاح – خلال الحرب الأهلية الأمريكية.

أُتيح وصفٌ مرئي وتفاعلي لبعثات مؤسسة إن يو إم إيه التابعة لكوسلر باعتباره امتدادًا لموقع إن يو إم إيه الإلكتروني الأصلي.
تشمل الاكتشافات التي كان يعتقد سابقًا بأهميتها:
- ماري سليست، سفينة أشباح مشهورة وُجدت متروكةً مع حمولةٍ سليمة (أصبح التعرف على هذا الحطام على أنه ماري سليست محط تساؤل منذ اعتراض أحد الباحثين على موثوقية الادعاء).[16]

### الظهور في الإعلام
بدأ ذلك كنكتة في رواية التنين التي توقع كوسلر من محرره أن يزيلها، كان غالبًا ما يُجسد نفسه في كتبه. جسَّد نفسه في البداية بتمثيل موجز بسيط، ولكن لاحقًا بشيء من مدد غيبي، مزودًا أبطال الرواية بالجزء الضروري من المساعدة أو المعلومات. غالبًا ما أُعطيت الشخصية اسمًا مستعارًا ولم يُكشف أنه كوسلر فحتى بظهوره مع الشخصيات كان يشير باسمه الغريب. تتضمن التمثيلات الموجزة مغامرات ديرك بيت، وكذلك كتب مغامرات فارجو الإمبراطورية المفقودة، الذهب الاسبارطي، مملكة، والأضرحة. يتضمن الأضرحة أيضًا زوجته، باربارا.
هناك على الأقل نوعان آخران من النكت المتكررة الأقل وضوحًا للقارئ العادي. كان إحداها الاستخدام المتكرر لاسم ليه هانت لشخصيات مختلفة في روايات مختلفة. احتوى سبعة عشر كتابًا على شخصية تحمل نفس الاسم، يكون ذلك في المقدمات في كثير من الأحيان، وكثيرًا ما يكون بشخصية بحار يحتضر عادةً؛ من الاستثناءات البارزة في ذلك (بترتيب زمني) مغامرة ديرك بيت الأولى، دوامة المحيط الهادئ! التي يكون فيها الأدميرال ليه هانتر شخصيةً رئيسية، وهو آمر أسطول الإنقاذ رقم 101 في هاواي. في مقدمة انجراف قطبي، يقول كوسلر إنه كان هناك ليه هانتر حقيقي توفي عام 2007 والرواية مهداة له. والآخر هو أن أحداثًا مهمة في عدة روايات تحدث بتاريخ 15 يوليو (تاريخ ميلاد كوسلر). استعمل أيضًا اسم »بيريوينكل «في أعماله. في مغامرات فين فيز (وفي أعمال أخرى أيضًا) يظهر حمار اسمه بيريوينكل. في نهوض فالهالا، بيريوينكل هو اسم الزورق الذي يُنقَذ بواسطته بيت، وجيوردينو، وميستي غراهام من قبل لا أحد سوى كوسلر نفسه. يُذكر أيضًا صديق كوسلر كريج دريجو في عدة كتب.[بحاجة لمصدر]

## روابط خارجية
- كلايف إريك كوسلر على موقع IMDb (الإنجليزية)
- كلايف إريك كوسلر على موقع ميوزك برينز (الإنجليزية)
- كلايف إريك كوسلر على موقع أول موفي (الإنجليزية)
- كلايف إريك كوسلر على موقع قاعدة بيانات الأفلام السويدية (السويدية)
- كلايف إريك كوسلر على موقع إن إن دي بي (الإنجليزية)
- كلايف إريك كوسلر على موقع ديسكوغز (الإنجليزية)
- كلايف إريك كوسلر على موقع قاعدة بيانات الفيلم (الإنجليزية)